# Liste innerportugiesischer Städte- und Gemeindepartnerschaften
Diese Liste innerportugiesischer Städte- und Gemeindepartnerschaften führt die inländischen Städte- und Gemeindefreundschaften zwischen Kreisen (Municípios) und Gemeinden (Freguesias) in Portugal auf.

## Liste der Städtepartnerschaften und -freundschaften
| Ort                       | Ort                        | Seit | Anmerkung            |
| ------------------------- | -------------------------- | ---- | -------------------- |
| Angra do Heroísmo         | Évora                      | 1988 |                      |
| Angra do Heroísmo         | Funchal                    | 2016 |                      |
| Armamar                   | Loures                     | 1994 |                      |
| Aveiro                    | Viana do Castelo           | 1910 |                      |
| Aveiro                    | Viseu                      | 1977 |                      |
| Caldas da Rainha          | Figueiró dos Vinhos        | 2013 |                      |
| Cantanhede                | Rio Maior                  | 1996 |                      |
| Cantanhede                | Mêda                       | 1996 |                      |
| Cascais                   | Pampilhosa da Serra        | 2018 |                      |
| Castelo de Vide           | Trancoso                   | 1988 |                      |
| Coimbra                   | Santarém                   | 1993 |                      |
| Coimbra                   | Chaves                     | 2009 |                      |
| Condeixa-a-Nova           | Idanha-a-Nova              | 1994 |                      |
| Covilhã                   | Santarém                   | 1992 |                      |
| Covilhã                   | Oeiras                     | 2000 |                      |
| Covilhã                   | Madalena (Azoren)          |      |                      |
| Entroncamento             | Penafiel                   | 1991 |                      |
| Espinho                   | Angra do Heroísmo          | 1988 |                      |
| Felgueiras                | São João da Madeira        | 1997 |                      |
| Ferreira do Alentejo      | Ferreira do Zêzere         | 1994 | ruhend               |
| Figueira da Foz           | Mortágua                   | 1997 |                      |
| Funchal                   | Ílhavo                     | 2008 |                      |
| Fundão                    | Vila Real de Santo António | 1994 |                      |
| Fundão                    | Marinha Grande             | 1993 |                      |
| Fundão                    | Montemor-o-Novo            |      |                      |
| Grândola                  | Santarém                   | 2006 |                      |
| Guimarães                 | Lagos                      | 2008 | Kooperationsabkommen |
| Horta                     | Santa Cruz (Madeira)       | 1993 |                      |
| Lagoa (Algarve)           | Lagoa (Azoren)             | 2008 |                      |
| Lagos                     | Torres Vedras              | 2009 |                      |
| Lagos                     | Óbidos                     | 2008 | Kooperationsabkommen |
| Lagos                     | Ribeira Grande             | 2010 |                      |
| Lajes do Pico             | Machico                    | 1993 |                      |
| Leiria                    | Setúbal                    | 1982 |                      |
| Lissabon                  | Guimarães                  | 1993 |                      |
| Madalena                  | Águeda                     | 2020 |                      |
| Maia                      | Mirandela                  | 1993 |                      |
| Maia                      | Valpaços                   | 1993 |                      |
| Marinha Grande            | Vila Real de Santo António | 1983 |                      |
| Marinha Grande            | Montemor-o-Novo            | 1993 |                      |
| Marinha Grande            | Oeiras                     | 1999 |                      |
| Marinha Grande            | Oliveira de Azeméis        | 2002 |                      |
| Marinha Grande            | Salvaterra de Magos        | 1990 |                      |
| Moita                     | Pinhel                     |      |                      |
| Montemor-o-Novo           | Vila Real de Santo António |      | in Anbahnung         |
| Montemor-o-Velho          | Vila Real de Santo António | 1994 |                      |
| Nisa                      | Vidigueira                 | 1992 |                      |
| Nisa                      | Sines                      | 1994 |                      |
| Nordeste                  | São Vicente                | 1989 |                      |
| Oeiras                    | Vila Real                  | 2000 |                      |
| Oeiras                    | Peso da Régua              | 2000 |                      |
| Oeiras                    | Vila Real de Santo António | 1989 |                      |
| Oeiras                    | Pombal                     | 1988 |                      |
| Ovar                      | Peso da Régua              | 1991 |                      |
| Palmela                   | Santiago do Cacém          | 1997 |                      |
| Portalegre                | Vila do Conde              | 1994 |                      |
| Portimão                  | Vila Real                  | 1989 |                      |
| Porto Santo               | Velas                      | 1992 |                      |
| Povoação                  | São Miguel                 | 1993 |                      |
| Rio Maior                 | Vila Nova da Barquinha     | 1996 |                      |
| Santarém                  | Belmonte                   |      | in Anbahnung         |
| Santo António dos Olivais | Santa Maria dos Olivais    | 2000 |                      |
| São João da Madeira       | Alcobaça                   | 1997 |                      |
| São João da Pesqueira     | Vila Nova de Gaia          | 1996 |                      |
| Seia                      | Peniche                    | 1993 |                      |
| Sines                     | Vidigueira                 | 1994 |                      |
| Sines                     | Évora                      |      |                      |
| Vila do Porto             | Vila Franca do Campo       | 1984 | 1993 aktualisiert    |
| Vila Verde                | Portimão                   | 1989 |                      |